# Majorana 1
Majorana 1 - квантовий чип, розроблений компанією Microsoft, який використовує новий тип матеріалу, відомий як топопровідник. Представлений у лютому 2025 року, чип Majorana 1 є значним досягненням у сфері квантових обчислень, оскільки використовує топологічні кубіти, які, як вважають, менш схильні до декогеренції у порівнянні з традиційними кубітами. Microsoft стверджує, що цей прорив може дозволити розробити практичний квантовий суперкомп'ютер протягом декількох років, а не десятиліть.

## Передісторія
Дослідження в галузі квантових обчислень історично стикалися з проблемами досягнення стабільності та масштабованості кубітів. Традиційні надпровідні кубіти страждають від декогеренції, що вимагає великої корекції помилок. На відміну від них, топологічні кубіти, вперше теоретично описані на початку 2000-х років, націлені на кодування квантової інформації таким чином, щоб бути за своєю природою стійкими до помилок.
Підхід Microsoft заснований на ферміонах Майорани, екзотичних частинках, які є своїми власними античастинками. Компанія займається розробкою кубітів на основі ферміонів Майорани майже два десятиліття, що призвело до створення чипа Majorana 1, побудованого на «топологічному ядрі». Нещодавні незалежні експерименти продемонстрували стійкі майоранівські нульові моди в гібридних системах напівпровідник-надвигунець, що підтверджує здійсненність топологічних кубітів.
Чип Majorana 1 розроблено таким чином, щоб бути значно меншим і більш масштабованим, ніж попередні квантові процесори. Кожен кубіт займає приблизно 0,01 мм, також Microsoft представила план з досягнення розміщення 1 мільйона кубітів на одному чипі. Згідно з первинними технічними звітами Microsoft, дизайн чіпа націлений на досягнення нижчих рівнів помилок і триваліших періодів когерентності, як порівняти з традиційними надпровідними архітектурами. Якщо ця методика буде успішною, квантові обчислення зможуть вирішувати складні завдання, недоступні класичним суперкомп'ютерам.

## Топопровідники
Microsoft ввела термін топопровідник для опису нового класу матеріалів, що забезпечують стабільні топологічні квантові стани. Ці матеріали, за повідомленнями, дають змогу створювати й маніпулювати майоранівськими нульовими модами, що слугують основою для топологічних кубітів. Внутрішні документи компанії свідчать про те, що структура топопровідника полегшує процеси «переплетення» (braiding) - ключові операції для реалізації логіки кубітів, стійкої до помилок.

## Критика

### Заяви про створення квантового процесора
В анонсі пристрою Majorana 1 його описали як «перший у світі квантовий процесор, що працює на топологічному ядрі». Однак доступні на цей момент демонстрації показують лише метод зчитування, і не демонструють жодного квантового обчислення в нульовому режимі. Публічна демонстрація не перевіряє когерентність їхньої дворівневої квантової системи. Це контрастує з іншими квантовими процесорами, які зазвичай демонструють як збереження квантової інформації, так і виконання логічних операцій над цією інформацією.

### Твердження про створення майоранівського нульового режиму
У своєму пресрелізі від лютого 2025 року Microsoft заявила, що стаття в журналі Nature підтверджує, що компанія змогла створити майоранівські частинки. Це твердження суперечить змісту статті в Nature, в якій автори стверджують, що їхні вимірювання не можуть самостійно визначити, чи є низькоенергетичні стани, виявлені за допомогою інтерферометрії, топологічними. Наразі немає перевірених джерел, які підтверджують, що Microsoft вдалося створити майоранівські нульові режими.
Причина невизначеності полягає у труднощах розрізнення між майоранівськими режимами та андріївськими режимами. Обидва типи режимів можуть існувати в пристроях, які розробляє Microsoft. Майоранівські режими є топологічними і можуть бути використані для створення топологічного квантового комп'ютера, тоді як андріївські режими є топологічно тривіальними і не можуть бути безпосередньо використані для створення квантового комп'ютера. Поточні результати досліджень Majorana 1 повністю узгоджуються з можливістю того, що пристрій складається з андріївських режимів і не містить майоранівських режимів.